# Lauzès
Pour les articles homonymes, voir Lauze.
Ne doit pas être confondu avec Sabadel-Lauzès ou Sénaillac-Lauzès.
Lauzès est une commune française, située dans le centre du département du Lot en région Occitanie.
Elle est également dans le causse de Gramat, le plus vaste et le plus sauvage des quatre causses du Quercy.
Exposée à un climat océanique altéré, elle est drainée par le Vers. Incluse dans le parc naturel régional des Causses du Quercy, qui a depuis 2017 le label de géoparc mondial Unesco, la commune possède un patrimoine naturel remarquable : un site Natura 2000 (les « vallées de la Rauze et du Vers et vallons tributaires ») et une zone naturelle d'intérêt écologique, faunistique et floristique.
Lauzès est une commune rurale qui compte 205 habitants en 2022, après avoir connu un pic de population de 482 habitants en 1851.  Elle fait partie de l'aire d'attraction de Cahors. Ses habitants sont appelés les Lauzesois ou  Lauzesoises.

## Géographie

### Communes limitrophes
Les communes limitrophes sont  Cabrerets, Cras, Les Pechs du Vers et Sabadel-Lauzès.
| Les Pechs du Vers |           | Sénaillac-Lauzès (par un quadripoint) |
|                   | Lauzès    | Sabadel-Lauzès                        |
| Cras              | Cabrerets |                                       |

### Climat
Pour des articles plus généraux, voir Climat de l'Occitanie et Climat du Lot.
En 2010, le climat de la commune est de type climat océanique altéré, selon une étude s'appuyant sur une série de données couvrant la période 1971-2000. En 2020, Météo-France publie une typologie des climats de la France métropolitaine dans laquelle la commune est toujours exposée à un climat océanique altéré et est dans la région climatique Ouest et nord-ouest du Massif Central, caractérisée par une pluviométrie annuelle de 900 à 1 500 mm, maximale en automne et en hiver.
Pour la période 1971-2000, la température annuelle moyenne est de 12 °C, avec une amplitude thermique annuelle de 15,3 °C. Le cumul annuel moyen de précipitations est de 934 mm, avec 10,9 jours de précipitations en janvier et 6,8 jours en juillet. Pour la période 1991-2020, la température moyenne annuelle observée sur la station météorologique la plus proche, située sur la commune de Lunegarde à 16 km à vol d'oiseau, est de 12,6 °C et le cumul annuel moyen de précipitations est de 828,1 mm,. Pour l'avenir, les paramètres climatiques de la commune estimés pour 2050 selon différents scénarios d’émission de gaz à effet de serre sont consultables sur un site dédié publié par Météo-France en novembre 2022.

### Milieux naturels et biodiversité

#### Espaces protégés
La protection réglementaire est le mode d’intervention le plus fort pour préserver des espaces naturels remarquables et leur biodiversité associée,.
La commune fait partie du parc naturel régional des Causses du Quercy, un espace protégé créé en 1999 et d'une superficie de 183 039 ha, qui s'étend sur 102 communes du département du Lot. La cohérence du territoire du Parc s’est fondée sur l’unité géologique d’un même socle de massif karstique, entaillé de profondes vallées. Le périmètre repose sur une unité de paysages autour de la pierre et du bâti (souvent en pierre sèche), de l’empreinte des pelouses sèches et du pastoralisme et de l’omniprésence des patrimoines naturels et culturels,. Ce parc a été classé Géoparc en mai 2017 sous la dénomination « géoparc des causses du Quercy », faisant dès lors partie du réseau mondial des Géoparcs, soutenu par l’UNESCO,.

#### Réseau Natura 2000

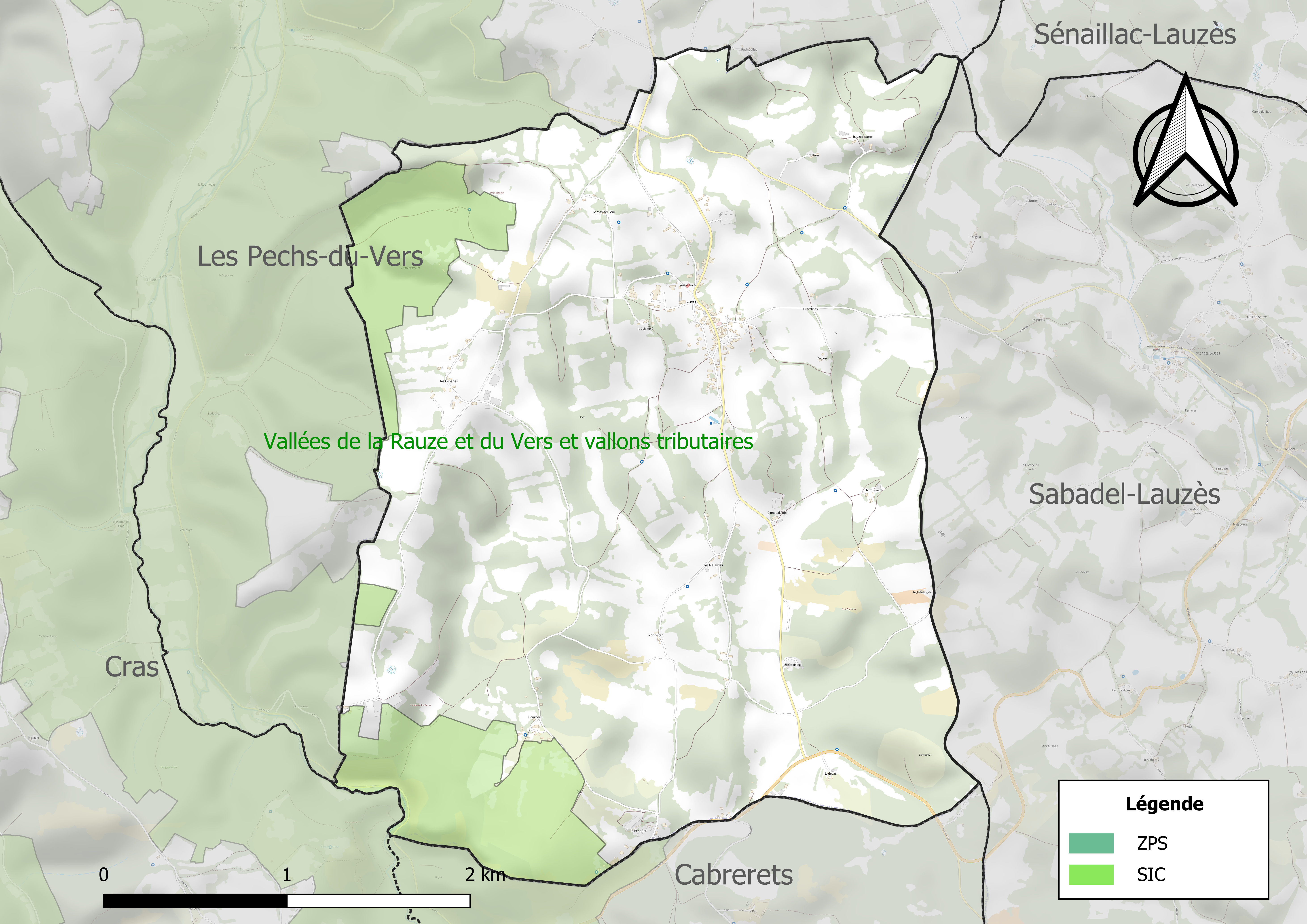
Site Natura 2000 sur le territoire communal.

Le réseau Natura 2000 est un réseau écologique européen de sites naturels d'intérêt écologique élaboré à partir des directives habitats et oiseaux, constitué de zones spéciales de conservation (ZSC) et de zones de protection spéciale (ZPS).
Un site Natura 2000 a été défini sur la commune au titre de la directive habitats : les « vallées de la Rauze et du Vers et vallons tributaires », d'une superficie de 4 807 ha, présentant, en zone alluviale, un intérêt majeur pour des prairies de fauche souvent riches en orchidées (Dactylorhiza sesquipedalis, Orchis laxiflora, ponctuellement Coeloglossum viride) et constituant le biotope de Lycaena dispar.

#### Zones naturelles d'intérêt écologique, faunistique et floristique

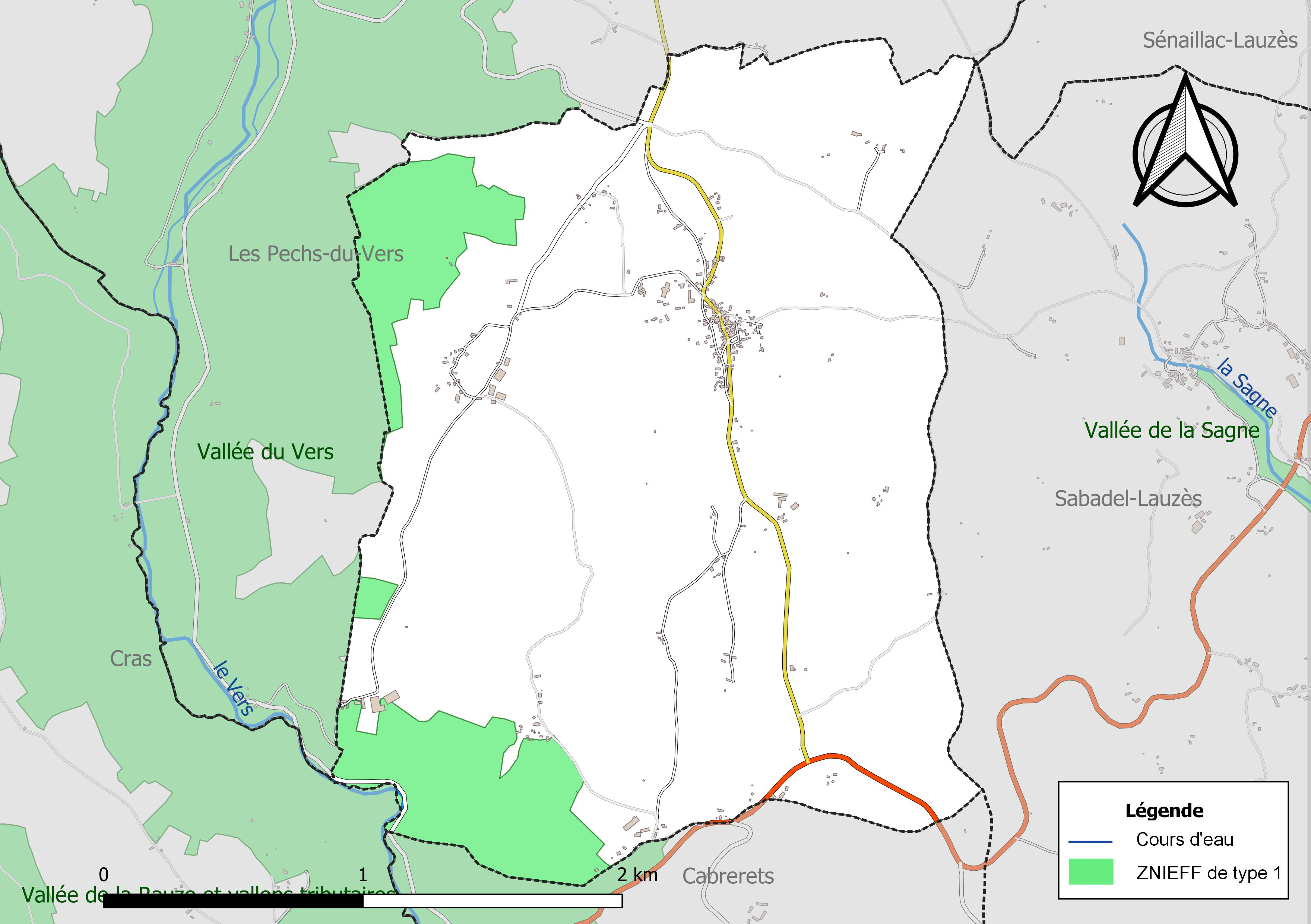
Carte de la ZNIEFF de type 1 localisée sur la commune.

L’inventaire des zones naturelles d'intérêt écologique, faunistique et floristique (ZNIEFF) a pour objectif de réaliser une couverture des zones les plus intéressantes sur le plan écologique, essentiellement dans la perspective d’améliorer la connaissance du patrimoine naturel national et de fournir aux différents décideurs un outil d’aide à la prise en compte de l’environnement dans l’aménagement du territoire.
Une ZNIEFF de type 1 est recensée sur la commune :
la « vallée du Vers » (3 782 ha), couvrant 11 communes du département.

## Urbanisme

### Typologie
Au 1er janvier 2024, Lauzès est catégorisée commune rurale à habitat dispersé, selon la nouvelle grille communale de densité à sept niveaux définie par l'Insee en 2022.
Elle est située hors unité urbaine. Par ailleurs la commune fait partie de l'aire d'attraction de Cahors, dont elle est une commune de la couronne,. Cette aire, qui regroupe 78 communes, est catégorisée dans les aires de 50 000 à moins de 200 000 habitants,.

### Occupation des sols
L'occupation des sols de la commune, telle qu'elle ressort de la base de données européenne d’occupation biophysique des sols Corine Land Cover (CLC), est marquée par l'importance des territoires agricoles (56 % en 2018), en diminution par rapport à 1990 (62,7 %). La répartition détaillée en 2018 est la suivante : 
prairies (56 %), forêts (27,4 %), milieux à végétation arbustive et/ou herbacée (16,7 %). L'évolution de l’occupation des sols de la commune et de ses infrastructures peut être observée sur les différentes représentations cartographiques du territoire : la carte de Cassini (XVIIIe siècle), la carte d'état-major (1820-1866) et les cartes ou photos aériennes de l'IGN pour la période actuelle (1950 à aujourd'hui).

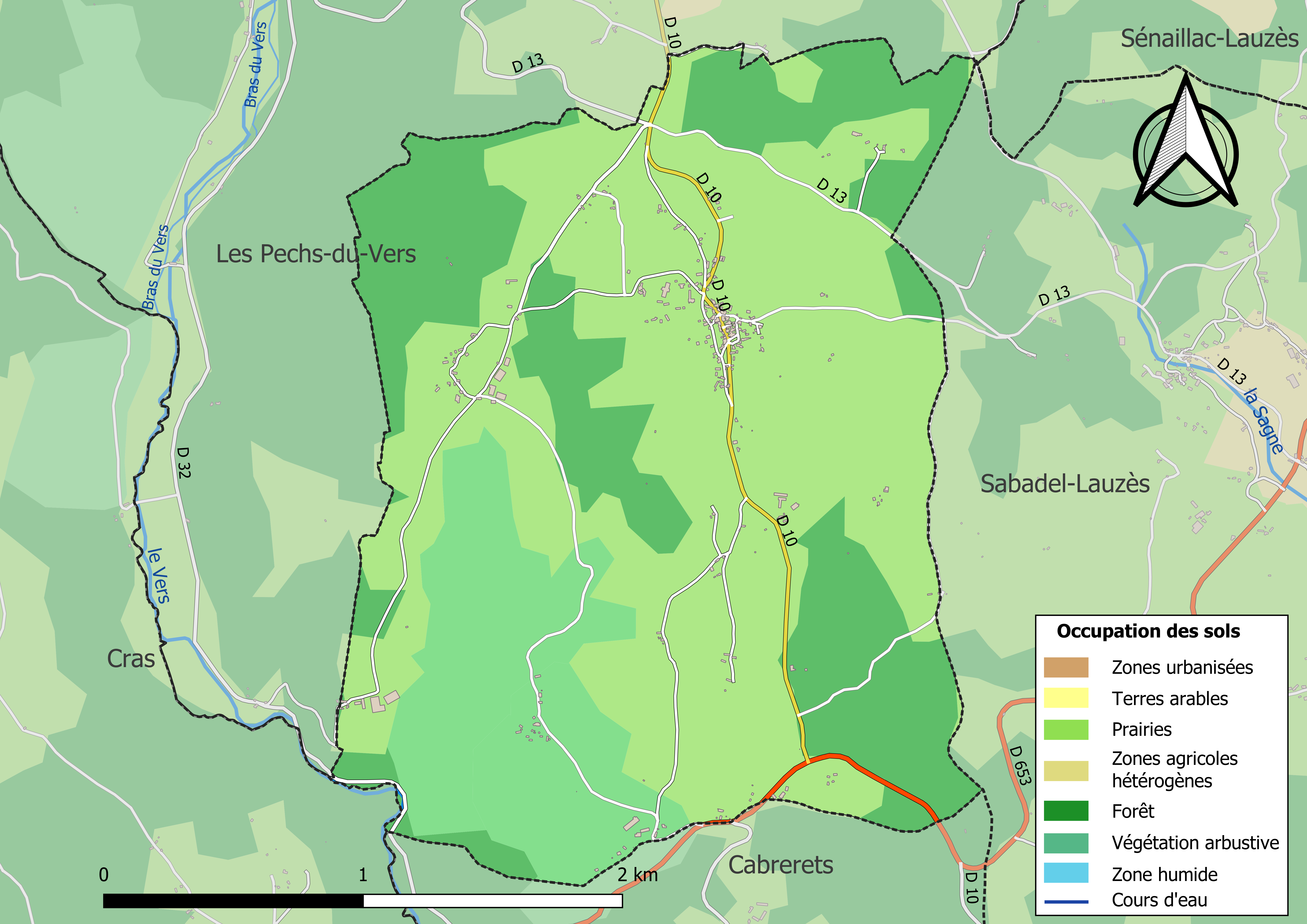
Carte des infrastructures et de l'occupation des sols de la commune en 2018 (CLC).

## Toponymie
Le nom Lauzès provient de l'occitan lausa, venant du gaulois lousa qui qualifie une dalle de pierre : une plaque monolithe taillée dans une roche. une pierre plate utilisée pour la couverture d'un bâtiment est appelée une lauze.

## Héraldique
| Blason de Lauzès | Blason  | D'azur à la masse d'armes d'argent posée en barre; au chef parti d'argent et de gueules. |
| Blason de Lauzès | Détails | Le statut officiel du blason reste à déterminer.                                         |

## Politique et administration
| Période                                  | Période  | Identité               | Étiquette     | Qualité            |
| ---------------------------------------- | -------- | ---------------------- | ------------- | ------------------ |
| 1802                                     | 1852     | Pierre Antoine Malique |               |                    |
| 09.1852                                  | 12.1852  | Pierre Victor Hagot    |               |                    |
| 1853                                     | 1870     | Auguste Besse          |               |                    |
| 1870                                     | 1884     | Amédée Lalo            |               |                    |
| 1884                                     | 1896     | Théodore Lalo          |               |                    |
| 1896                                     | 1901     | Amédée Lalo            |               |                    |
| 1902                                     | 1903     | François Delfour       |               |                    |
| 1995                                     | 2001     | Gérard Gary            | PS            | Conseiller général |
| mars 2001                                | En cours | Alain Serres           | divers droite | Maire              |
| Les données manquantes sont à compléter. |          |                        |               |                    |

## Démographie
L'évolution du nombre d'habitants est connue à travers les recensements de la population effectués dans la commune depuis 1793. Pour les communes de moins de 10 000 habitants, une enquête de recensement portant sur toute la population est réalisée tous les cinq ans, les populations de référence des années intermédiaires étant quant à elles estimées par interpolation ou extrapolation. Pour la commune, le premier recensement exhaustif entrant dans le cadre du nouveau dispositif a été réalisé en 2008.

En 2022, la commune comptait 205 habitants, en évolution de +14,53 % par rapport à 2016 (Lot : +1,31 %, France hors Mayotte : +2,11 %).
| 1793 | 1800 | 1806 | 1821 | 1831 | 1836 | 1841 | 1846 | 1851 |
| ---- | ---- | ---- | ---- | ---- | ---- | ---- | ---- | ---- |
| 440  | 444  | 472  | 408  | 402  | 410  | 427  | 457  | 482  |

| 1856 | 1861 | 1866 | 1872 | 1876 | 1881 | 1886 | 1891 | 1896 |
| ---- | ---- | ---- | ---- | ---- | ---- | ---- | ---- | ---- |
| 451  | 403  | 441  | 417  | 428  | 429  | 426  | 407  | 404  |

| 1901 | 1906 | 1911 | 1921 | 1926 | 1931 | 1936 | 1946 | 1954 |
| ---- | ---- | ---- | ---- | ---- | ---- | ---- | ---- | ---- |
| 402  | 404  | 363  | 318  | 326  | 290  | 264  | 233  | 206  |

| 1962 | 1968 | 1975 | 1982 | 1990 | 1999 | 2006 | 2008 | 2013 |
| ---- | ---- | ---- | ---- | ---- | ---- | ---- | ---- | ---- |
| 204  | 187  | 152  | 151  | 159  | 142  | 161  | 167  | 170  |

| 2018 | 2022 | - | - | - | - | - | - | - |
| ---- | ---- | - | - | - | - | - | - | - |
| 199  | 205  | - | - | - | - | - | - | - |

## Économie

### Revenus
En 2018, la commune compte 80 ménages fiscaux, regroupant 168 personnes. La médiane du revenu disponible par unité de consommation est de 19 700 € (20 740 € dans le département).

### Emploi
|                | 2008  | 2013  | 2018  |
| -------------- | ----- | ----- | ----- |
| Commune        | 7,9 % | 9,8 % | 9,6 % |
| Département    | 7,3 % | 8,9 % | 9,6 % |
| France entière | 8,3 % | 10 %  | 10 %  |

En 2018, la population âgée de 15 à 64 ans s'élève à 104 personnes, parmi lesquelles on compte 72,1 % d'actifs (62,5 % ayant un emploi et 9,6 % de chômeurs) et 27,9 % d'inactifs,. Depuis 2008, le taux de chômage communal (au sens du recensement) des 15-64 ans est supérieur à celui du département, mais inférieur à celui de la France.
La commune fait partie de la couronne de l'aire d'attraction de Cahors, du fait qu'au moins 15 % des actifs travaillent dans le pôle,. Elle compte 56 emplois en 2018, contre 60 en 2013 et 58 en 2008. Le nombre d'actifs ayant un emploi résidant dans la commune est de 67, soit un indicateur de concentration d'emploi de 83,5 % et un taux d'activité parmi les 15 ans ou plus de 45,8 %.
Sur ces 67 actifs de 15 ans ou plus ayant un emploi, 29 travaillent dans la commune, soit 43 % des habitants. Pour se rendre au travail, 64,2 % des habitants utilisent un véhicule personnel ou de fonction à quatre roues, 19,4 % s'y rendent en deux-roues, à vélo ou à pied et 16,4 % n'ont pas besoin de transport (travail au domicile).

### Activités hors agriculture
14 établissements sont implantés  à Lauzès au 31 décembre 2019.
Le secteur des activités spécialisées, scientifiques et techniques et des activités de services administratifs et de soutien est prépondérant sur la commune puisqu'il représente 28,6 % du nombre total d'établissements de la commune (4 sur les 14 entreprises implantées  à Lauzès), contre 13,5 % au niveau départemental.

### Agriculture
|               | 1988 | 2000 | 2010 | 2020 |
| ------------- | ---- | ---- | ---- | ---- |
| Exploitations | 11   | 6    | 7    | 5    |
| SAU (ha)      | 498  | 820  | 743  | 639  |

La commune est dans les Causses », une petite région agricole occupant une grande partie centrale du département du Lot. En 2020, l'orientation technico-économique de l'agriculture  sur la commune est l'élevage d'ovins ou de caprins. Cinq exploitations agricoles ayant leur siège dans la commune sont dénombrées lors du recensement agricole de 2020 (onze en 1988). La superficie agricole utilisée est de 639 ha,,.

## Culture locale et patrimoine

### Lieux et monuments
- Église Saint-Germain de Lauzès.

### Personnalités liées à la commune
- Georges Duveau (1903-1958), écrivain, date son livre le plus connu Le Testament romantique, « Paris, Lauzès, 1923-1925 ».

#### Site de l'Insee
1. ↑  « La grille communale de densité », sur le site de l'Insee, 28 mai 2024 (consulté le 28 juin 2024).
2. 1 2  Insee, « Métadonnées de la commune de Lauzès ».
3. ↑  « Liste des communes composant l'aire d'attraction de Cahors », sur le site de l'Insee (consulté le 28 juin 2024).
4. ↑  Marie-Pierre de Bellefon, Pascal Eusebio, Jocelyn Forest, Olivier Pégaz-Blanc et Raymond Warnod (Insee), « En France, neuf personnes sur dix vivent dans l’aire d’attraction d’une ville », sur le site de l'Insee, 21 octobre 2020 (consulté le 28 juin 2024).
5. ↑  « REV T1 - Ménages fiscaux de l'année 2018 à Lauzès » (consulté le 5 février 2022).
6. ↑  « REV T1 - Ménages fiscaux de l'année 2018 dans le Lot » (consulté le 5 février 2022).
7. 1 2  « Emp T1 - Population de 15 à 64 ans par type d'activité en 2018 à Lauzès » (consulté le 5 février 2022).
8. ↑  « Emp T1 - Population de 15 à 64 ans par type d'activité en 2018 dans le Lot » (consulté le 5 février 2022).
9. ↑  « Emp T1 - Population de 15 à 64 ans par type d'activité en 2018 dans la France entière » (consulté le 5 février 2022).
10. ↑  « Base des aires d'attraction des villes 2020 », sur site de l'Insee (consulté le 10 avril 2021).
11. ↑  « Emp T5 - Emploi et activité en 2018 à Lauzès » (consulté le 5 février 2022).
12. ↑  « ACT T4 - Lieu de travail des actifs de 15 ans ou plus ayant un emploi qui résident dans la commune en 2018 » (consulté le 5 février 2022).
13. ↑  « ACT G2 - Part des moyens de transport utilisés pour se rendre au travail en 2018 » (consulté le 5 février 2022).
14. ↑  « DEN T5 - Nombre d'établissements par secteur d'activité au 31 décembre 2019 à Lauzès » (consulté le 14 février 2022).
15. ↑  « DEN T5 - Nombre d'établissements par secteur d'activité au 31 décembre 2019 dans le Lot » (consulté le 14 février 2022).

#### Autres sources
1. ↑  Carte IGN sous Géoportail
2. 1 2  Daniel Joly, Thierry Brossard, Hervé Cardot, Jean Cavailhes, Mohamed Hilal et Pierre Wavresky, « Les types de climats en France, une construction spatiale », Cybergéo, revue européenne de géographie - European Journal of Geography, no 501,‎ 18 juin 2010 (DOI 10.4000/cybergeo.23155, lire en ligne, consulté le 14 novembre 2023)
3. ↑  « Zonages climatiques en France métropolitaine. », sur pluiesextremes.meteo.fr (consulté le 14 novembre 2023).
4. ↑  « Orthodromie entre Lauzès et Lunegarde », sur fr.distance.to (consulté le 14 novembre 2023).
5. ↑  « Station Météo-France « Lunegarde » (commune de Lunegarde) - fiche climatologique - période 1991-2020 », sur donneespubliques.meteofrance.fr (consulté le 14 novembre 2023).
6. ↑  « Station Météo-France « Lunegarde » (commune de Lunegarde) - fiche de métadonnées. », sur donneespubliques.meteofrance.fr (consulté le 14 novembre 2023).
7. ↑  « Climadiag Commune : diagnostiquez les enjeux climatiques de votre collectivité. », sur meteofrance.fr, novembre 2022 (consulté le 14 novembre 2023).
8. ↑  « Les espaces protégés. », sur le site de l'INPN (consulté le 10 mai 2022).
9. ↑  « Liste des espaces protégés sur la commune », sur le site de l'inventaire national du patrimoine naturel (consulté le 2 septembre 2021).
10. ↑  « Le parc naturel régional des Causses du Quercy – charte 2012-2024 »(Archive.org • Wikiwix • Archive.is • Google • Que faire ?), sur parc-causses-du-quercy.fr (consulté le 8 mai 2021).
11. ↑  [PDF]« Le parc naturel régional des Causses du Quercy – charte 2012-2024 - le rapport »(Archive.org • Wikiwix • Archive.is • Google • Que faire ?), sur parc-causses-du-quercy.fr (consulté le 8 mai 2021).
12. ↑  « - fiche descriptive », sur le site de l'inventaire national du patrimoine naturel (consulté le 1er septembre 2021).
13. ↑  « le géoparc des Causses du Quercy »(Archive.org • Wikiwix • Archive.is • Google • Que faire ?), sur le site des Géoparks de l'Unesco (consulté le 26 août 2021).
14. ↑  « Géoparc des Causses du Quercy - fiche descriptive », sur le site de l'inventaire national du patrimoine naturel (consulté le 1er septembre 2021).
15. ↑  Réseau européen Natura 2000, Ministère de la transition écologique et solidaire
16. ↑  « Liste des zones Natura 2000 de la commune de Lauzès », sur le site de l'Inventaire national du patrimoine naturel (consulté le 2 septembre 2021).
17. ↑  « site Natura 2000 FR7300910 - fiche descriptive », sur le site de l'inventaire national du patrimoine naturel (consulté le 2 septembre 2021).
18. ↑  « Liste des ZNIEFF de la commune de Lauzès », sur le site de l'Inventaire national du patrimoine naturel (consulté le 2 septembre 2021).
19. ↑  « ZNIEFF la « vallée du Vers » - fiche descriptive », sur le site de l'inventaire national du patrimoine naturel (consulté le 2 septembre 2021).
20. ↑  « CORINE Land Cover (CLC) - Répartition des superficies en 15 postes d'occupation des sols (métropole). », sur le site des données et études statistiques du ministère de la Transition écologique. (consulté le 14 avril 2021).
21. ↑  Gaston Bazalgues, « Les noms des communes du Parc », Les cahiers scientifiques du Parc naturel régional des Causses du Quercy, vol. 1,‎ 2014, p. 115 (lire en ligne)
22. ↑  « Les maires de Lauzès », sur Site francegenweb, 19 février 2011 (consulté le 22 octobre 2017).
23. ↑  L'organisation du recensement, sur insee.fr.
24. ↑  Calendrier départemental des recensements, sur insee.fr.
25. ↑  Des villages de Cassini aux communes d'aujourd'hui sur le site de l'École des hautes études en sciences sociales.
26. ↑  Fiches Insee - Populations de référence de la commune pour les années 2006, 2007, 2008, 2009, 2010, 2011, 2012, 2013, 2014, 2015, 2016, 2017, 2018, 2019, 2020, 2021 et 2022.
27. ↑  « Les régions agricoles (RA), petites régions agricoles(PRA) - Année de référence : 2017 », sur agreste.agriculture.gouv.fr (consulté le 14 février 2022).
28. ↑  Présentation des premiers résultats du recensement agricole 2020, Ministère de l’agriculture et de l’alimentation, 10 décembre 2021
29. ↑  « Fiche de recensement agricole - Exploitations ayant leur siège dans la commune de Lauzès - Données générales », sur recensement-agricole.agriculture.gouv.fr (consulté le 14 février 2022).